# Глікемія

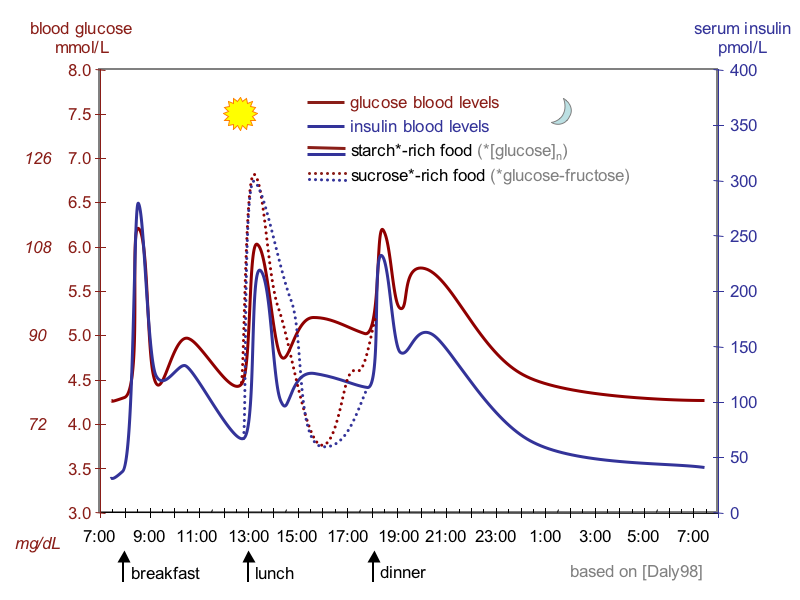
Рівень глюкози в крові (червоним) та рівень інсуліну (синім) у людей протягом дня з трьома прийомами їжі. Відзначено різницю між обідом багатим на крохмаль та обідом багатим на цукор.

Глікемія (від дав.-гр. γλυκύς — «солодкий» та  αἷμα — «кров») — вміст  глюкози в крові. Норма для дітей до 14 років — 3,33-5,55 ммоль/л, для осіб у віці 14-60 років — 3,89-5,83 ммоль/л, у віці 60-70 років — 4,44-6,38 ммоль/л, старше 70 років — 4,61-6,10 ммоль/л.  У крові здорової людини в постабсорбтивному стані, що відбувається зранку, натщесерце, через декілька годин після прийому їжі, нормальна концентрація глюкози — 60-100 мг% або 3,3-5,5 ммоль/л. Глікемія — одна з найважливіших керованих змінних в живих організмах (гомеостаз). Термін був запропонований французьким фізіологом Клодом Бернаром (1813–1878).

## Фізіологічна регуляція
Глікемія управляється кількома фізіологічними процесами. Рівень глюкози підвищується після прийому їжі, через шлункове і кишкове поглинання легкозасвоюваних  вуглеводів (низької молекулярної маси) з їжі або шляхом розщеплення з інших продуктів харчування, таких як крохмаль та полісахариди. Рівень глюкози знижується в результаті катаболізму, особливо при підвищенні температури, при фізичному навантаженні, стресі.
Інші шляхи регуляції рівня глікемії — глюконеогенез та глікогеноліз. Глюконеогенез — процес утворення в  печінці і почасти в кірковій речовині нирок молекул глюкози з молекул інших органічних сполук, наприклад, вільних амінокислот, молочної кислоти, гліцерину. При глікогенолізі накопичений глікоген печінки і скелетних м'язів перетворюється на глюкозу шляхом кількох метаболічних ланцюгів.
Надлишок глюкози перетворюється на глікоген або на тригліцериди для акумулювання енергії. Глюкоза — найважливіше джерело метаболічної енергії для більшості клітин, особливо для деяких клітин (наприклад, нейрони та еритроцити), які майже повністю залежать від рівня глюкози. Мозок вимагає досить стійкої глікемії, щоб функціонувати. Концентрації глюкози в крові людини менше, ніж 3 ммоль/л, або більше, ніж 30 ммоль/л можуть призвести до втрати свідомості, судом та коми.
До регулювання метаболізму глюкози залучені кілька гормонів, таких як інсулін, глюкагон (виділяється підшлунковою залозою), адреналін (секретується залозами), глюкокортикоїди та стероїдні гормони (секретуються гонадами і залозами).

## Вимірювання
Для клінічної практики є 2 способи виявлення глікемії:
- Глікемія натще — вимірюється концентрація глюкози після 8-годинного голодування
- Тест толерантності до глюкози — триразове вимірювання концентрації глюкози крові з 30-ти хвилинним інтервалом після вуглеводного навантаження.

У деяких станах рекомендується моніторинг концентрації глюкози в крові, який зазвичай проводиться пацієнтом самостійно за допомогою портативного глюкометра.
При ряді захворювань і деяких станах концентрація глюкози в крові може або підвищуватися (цукровий діабет) — цей стан називається гіперглікемія, або знижуватися (невірно підібрана доза інсуліну при цукровому діабеті, сувора дієта, великі фізичні навантаження) — це називається гіпоглікемія.